# Kurt Sternberg
Kurt Max Julius Sternberg (* 19. Juni 1885 in Berlin; † September 1942 im KZ Auschwitz) war ein deutscher Philosoph und Autor jüdischer Abstammung.

## Leben
Sternberg studierte Philosophie und kämpfte im Ersten Weltkrieg für das Deutsche Reich.
Da seine Einkünfte aus Veröffentlichungen und Vorträgen für den Lebensunterhalt nicht ausreichten, reiste er als Verkäufer einer Wäschefirma durch ganz Deutschland. In seinen philosophischen Werken beschäftigte er sich hauptsächlich mit Immanuel Kant. Außerdem interessierte er sich für Kunst und Architektur und hatte Kontakte zum Architekten Ludwig Mies van der Rohe.
Sternberg wurde im Zuge der Novemberpogrome am 10. November 1938 verhaftet und in das Konzentrationslager Sachsenhausen verschleppt. Nach sechs Wochen wurde er wieder freigelassen. 1939 floh er vor den Nationalsozialisten in die Niederlande. Nach dessen Besetzung im Mai 1940 wurde er in Groningen aufgegriffen, in das Durchgangslager Westerbork gebracht und danach in das Konzentrationslager Auschwitz deportiert, wo er im September 1942 ermordet wurde.

## Familie
Kurt Sternberg war der Sohn des Handelsgerichtsrats Emil Sternberg. Er war seit 1909 mit Rosa Adler verheiratet, mit der er einen Sohn namens Klaus hatte. Nach seiner Flucht in die Niederlande flohen seine Frau und sein Sohn nach England. 
Sein Sohn Klaus Sternberg (* 1920–2011 in Berlin) kehrte nach dem Zweiten Weltkrieg nach Deutschland zurück, wo er Vorträge zur Geschichte des Judentums, der Juden in Deutschland und zur Geschichte Israels hielt. Des Weiteren trat er als Zeitzeuge über die NS-Zeit auf und referierte über den Antisemitismus. 2009 wurde er mit der Bürgermedaille des Berliner Bezirks Treptow-Köpenick geehrt.

## Gedenken

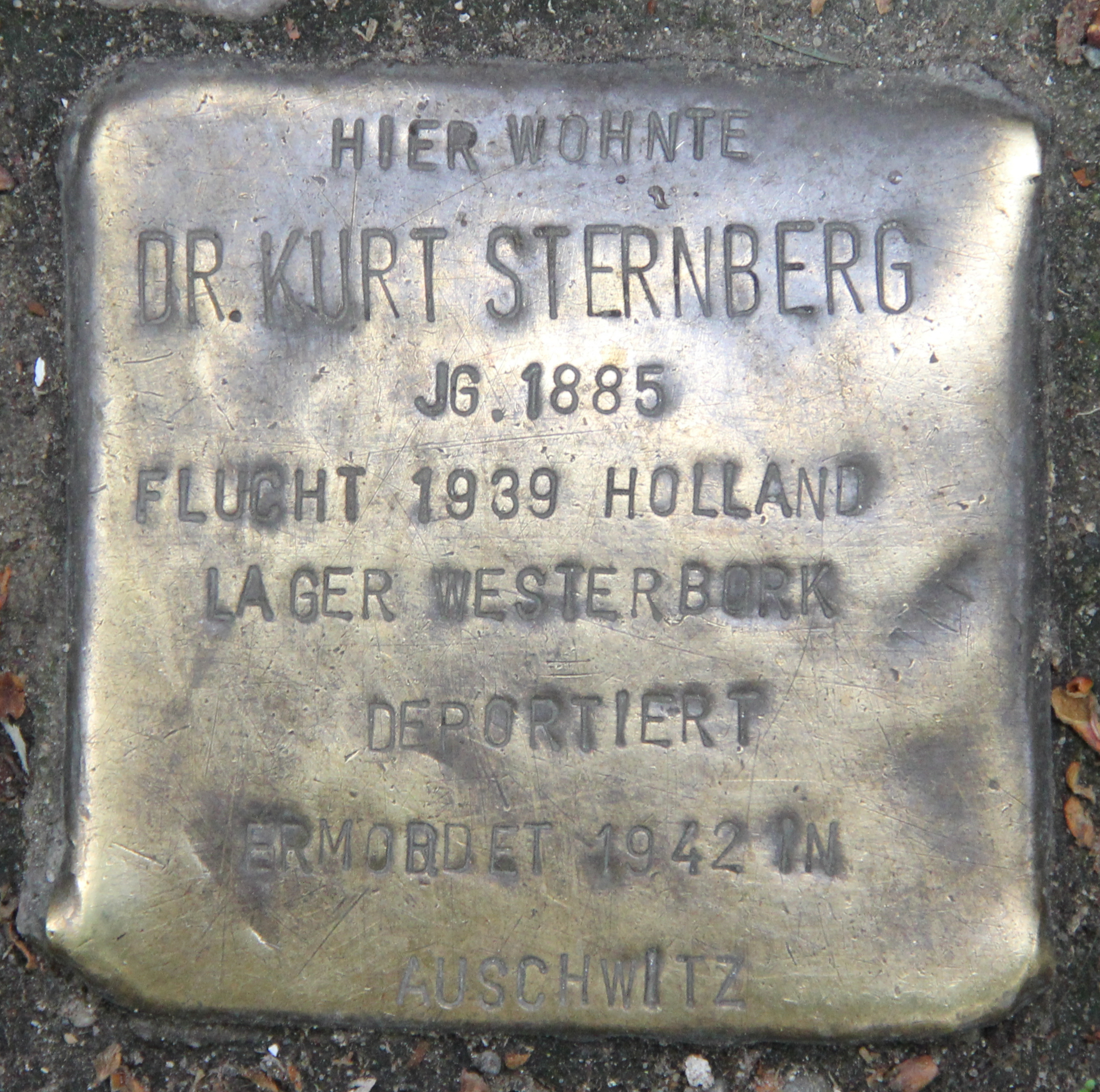
Stolperstein vor dem Haus, Uhlandstraße 175, in Berlin-Charlottenburg

Seit dem 30. Juli 2005 befindet sich vor dem Anwesen Uhlandstraße 175 im Berliner Bezirk Charlottenburg-Wilmersdorf ein Stolperstein im Gedenken an Kurt Sternberg und das Schicksal der von den Nationalsozialisten deportierten und ermordeten Menschen.

## Werke (Auswahl)
- Idealismus und Kultur, Pan-Verlag Rolf Heise, Berlin, 1923
- Neukantische Aufgaben, Pan-Verlagsgesellschaft, Berlin, 1931
- Die Geburt des Etwas aus dem Nichts, Pan-Verlagsgesellschaft, Berlin, 1933
- Philosophische Probleme im biblischen und apokryphen Schrifttum der Juden, Joachim Goldstein, Jüdischer Buchverlag, Berlin, 1938